# Выскварко, Арсений Николаевич
Арсений Николаевич Выскварко (1924—1989) — механизатор колхоза имени Тимирязева Копыльского района Минской области, Белорусская ССР. Герой Социалистического Труда (1973).
Участник Великой Отечественной войны. С 1949 года — шофёр Тимковичской МТС, с 1951 года — тракторист-комбайнёр Чижевицкой МТС, с 1958 года — комбайнёр колхоза имени Тимирязева Копыльского района. В 1972 году окончил Быстрицкую вечернюю школу, где получил среднее образование.

## Награды
В 1966 году по результатам выполнения семилетнего плана награждён орденом Ленина. 12 декабря 1973 года за успехи, достигнутые в выполнении пятилетнего плана и социалистических обязательств по увеличению производства продукции растениеводства А. Н. Выскварко Указом Президиума Верховного Совета СССР присвоено звание Героя Социалистического Труда с вручением ему ордена Ленина и медали «Серп и Молот»